# Піров Олександр Вікторович
Олександр Вікторович Піров (рос. Александр Викторович Пиров; нар. 14 вересня 1950, Желєзноводськ, РРСФР, СРСР) — радянський український і російський звукооператор та звукорежисер.

## Життєпис
Олександр Піров народився 14 вересня 1950 року в місті Желєзноводськ Ставропольського краю. 
У 1967 році закінчив музичну школу по класу скрипки. Того ж року вступив до Ленінградського інституту кіноінженерів. 
Працював на «Одеській кіностудії» на посаді звукооператора художнього кіно з 1972 по 1996 рік .
З 2000 року працює звукооператором на кіностудії «Мосфільм».

## Доробок
Як звукорежисер та звукооператор працював у фільмах: 
- 2010 — «Мур є Мур 4»
- 2009 — «Ісаєв»
- 2008 — «Широка ріка»
- 2008 — «Я повернуся»
- 2007 — «Платина»
- 2005 — «Бухта Філіпа»
- 2004 — «Команда»
- 2004 — «Московська сага»
- 2003 — «Спас під березами»
- 1996 — «Без нашийника»
- 1995 — «Партитура на могильному камені»
- 1994 — «Тринь-бринь»
- 1992 — «Він своє отримає»
- 1992 — «Голос трави»
- 1991 — «Людина К»
- 1990 — «Фанат 2»
- 1990 — «Рок-н-рол для принцес»
- 1989 — «Світла особистість»
- 1987 — «Золоте весілля»
- 1986 — «Дивовижна знахідка, або Самі звичайні чудеса»
- 1986 — «Без сина не приходь!»
- 1985 — «Дайте нам чоловіків!»
- 1983 — «Серед тисячі доріг»
- 1982 — «4:0 на користь Тетянки»
- 1981 — «Житіє святих сестер»
- 1981 — «Колесо історії »